# Korean Broadcasting System
Korean Broadcasting System (KBS) je južnokorejska radio i televizijska mreža osnovana 1927. godine. Sjedište joj je u Seulu.

## Televizijski kanali

### Zemaljski
- KBS1
- KBS2
- KBS UHD
- KBS NEWS D

### Kabel
- KBS N Life
- KBS Drama
- KBS N Sports
- KBS Joy
- KBS Kids
- KBS W
- KBS World (međunarodna usluga)

## Radio stanice
- KBS Radio 1 (AM/FM)
- KBS Radio 2 (AM/FM)
- KBS Radio 3 (AM/FM)
- KBS 1FM (FM)
- KBS 2FM (89.1 MHz Cool FM)
- KBS Hanminjok Radio

## Vanjske poveznice
- Službena stranica